# Prix Otto Laporte
 (février 2025).
Si vous disposez d'ouvrages ou d'articles de référence ou si vous connaissez des sites web de qualité traitant du thème abordé ici, merci de compléter l'article en donnant les références utiles à sa vérifiabilité et en les liant à la section « Notes et références ».
Le prix Otto Laporte est un prix annuel qui a été décerné de 1972 à 2003 par l'American Physical Society (APS) pour « reconnaître les contributions exceptionnelles à la dynamique des fluides » et pour honorer Otto Laporte (1902-1971). Il a été créé sous le nom de « Conférence commémorative Otto Laporte » par la Division APS de dynamique des fluides en 1972 et est devenu un prix APS en 1985. Le prix Otto Laporte a été fusionné avec le prix de dynamique des fluides en 2004.

## Récipiendaires
- 2003 :    Norman Zabusky (en)
- 2002 : 	Andrea Prosperetti (en)
- 2001 : 	John Kim (physicien) (en)
- 2000 : 	Hassan Aref (en)
- 1999 : 	Eli Reshotko
- 1998 : 	David G. Crighton
- 1997 : 	Marvin Emanuel Goldstein
- 1996 : 	Donald Coles
- 1995 : 	Katepalli Sreenivasan (en)
- 1994 : 	Philip Saffman
- 1993 : 	Robert Kraichnan
- 1992 : 	William C. Reynolds (en)
- 1991 : 	Steven Orszag (en)
- 1990 : 	Tony Maxworthy (en)
- 1989 : 	Chia-Shun Yih (en)
- 1988 : 	Akiva Yaglom
- 1987 : 	John Trevor Stuart
- 1986 : 	Milton Van Dyke (en)
- 1985 : 	Hans Liepmann (en)
- 1984 : 	Michael James Lighthill
- 1983 : 	John W. Miles
- 1982 : 	Peter Wegener
- 1981 : 	Howard Emmons (en)
- 1980 : 	Robert Byron Bird
- 1979 : 	Stanley Corrsin
- 1978 : 	Cecil E. Leith, Jr.
- 1977 : 	Yuan-Cheng Fung (en)
- 1976 : 	George F. Carrier
- 1975 : 	Russell Donnelly (en)
- 1974 : 	J. M. Burgers
- 1973 : 	Chia-Chiao Lin
- 1972 : 	 Richard G. Fowler